# Lingwedel
Lingwedel ist ein Ortsteil der Gemeinde Dedelstorf im Landkreis Gifhorn in Niedersachsen.

## Geographie und Verkehrsanbindung
Lingwedel liegt im Südosten der Lüneburger Heide, etwas abseits der großen Verkehrswege. Rund vier Kilometer westlich von Lingwedel verläuft die Bundesstraße 4, rund drei Kilometer nördlich von Lingwedel die Bundesstraße 244. Die Kreisstraße 9 führt von Lingwedel nach Dedelstorf, die Kreisstraße 87 verbindet Lingwedel mit Langwedel und Klein Oesingen. Linienbusse fahren von Lingwedel bis nach Hankensbüttel, an Schultagen auch nach Groß Oesingen.

## Geschichte

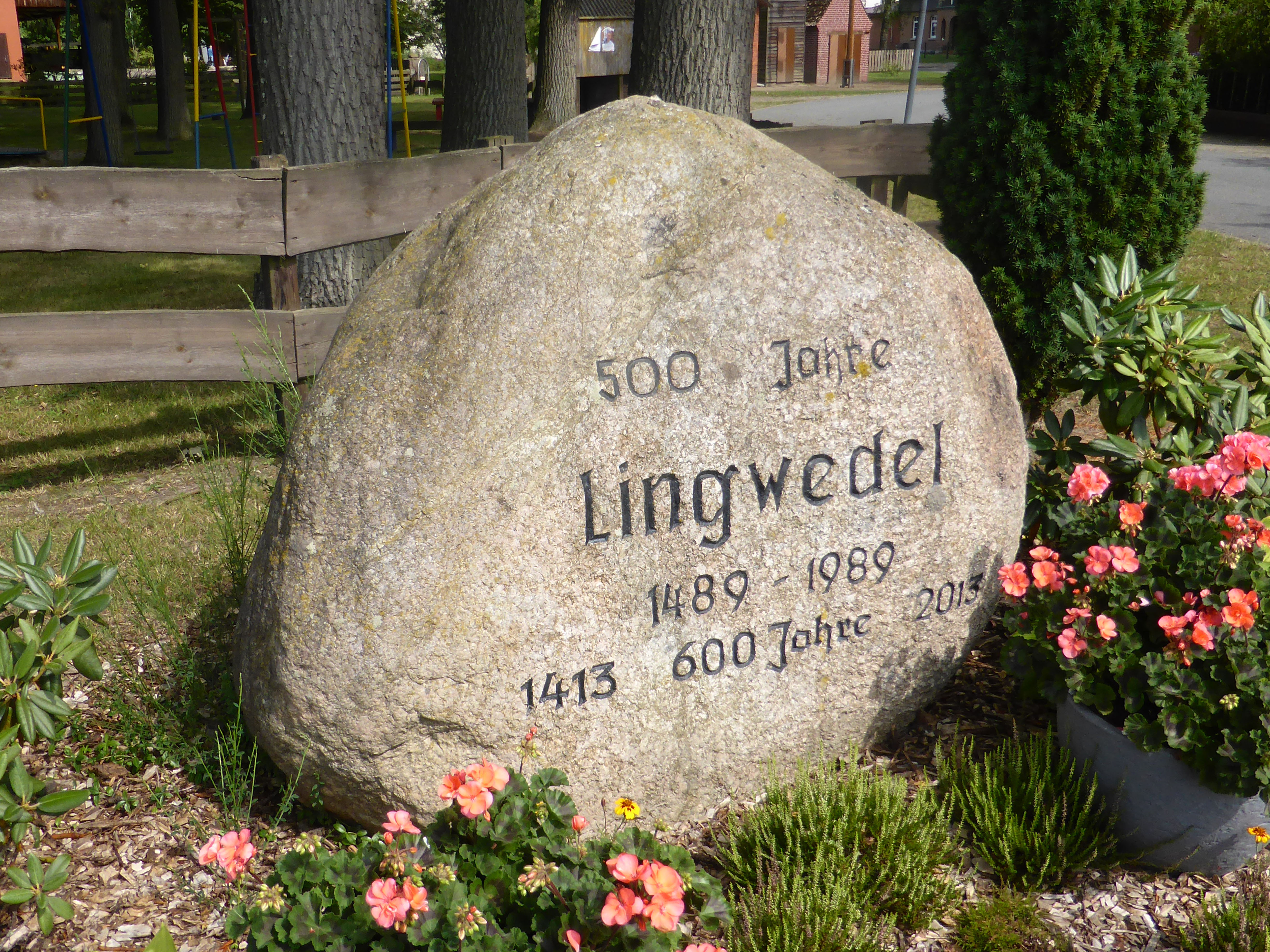
Jubiläumsstein

Am 6. Januar 1413 erfolgte die erste bekannte Erwähnung von Lingwedel in einer Urkunde, mit der die Brüder von Griben das Dorf Lingwedel an Johan Gos verkauften.
In der Franzosenzeit gehörte Lingwedel zum Departement der Aller des Königreichs Westphalen. 1885 wurde der Kreis Isenhagen gegründet, dem Lingwedel angehörte. Zuvor gehörte Lingwedel zum Amt Isenhagen.
Im Ersten Weltkrieg fiel ein Einwohner 1915 in Belgien. 1932 wurde der Kreis Isenhagen aufgelöst, seitdem gehört Lingwedel zum Landkreis Gifhorn. Im Zweiten Weltkrieg verloren von 1941 bis 1945 acht Männer aus Lingwedel ihr Leben. Die Namen der gefallenen Soldaten beider Weltkriege sind auf dem Kriegerdenkmal in Langwedel verzeichnet.
Nach 1945 entstanden in Lingwedel nur wenige Neubauten, so dass der Ort bis heute landwirtschaftlich geprägt ist.
Seit dem 1. März 1974 gehört Lingwedel zur Gemeinde Dedelstorf, die Gemeinde Lingwedel wurde in diesem Zusammenhang aufgelöst.

### Einwohnerentwicklung
| Jahr      | 1910 | 1925 | 1933 | 1939 | 2008 | 2017 | 2020 | 2021 |
| --------- | ---- | ---- | ---- | ---- | ---- | ---- | ---- | ---- |
| Einwohner | 54   | 86   | 89   | 118  | 105  | 95   | 83   | 88   |

## Infrastruktur

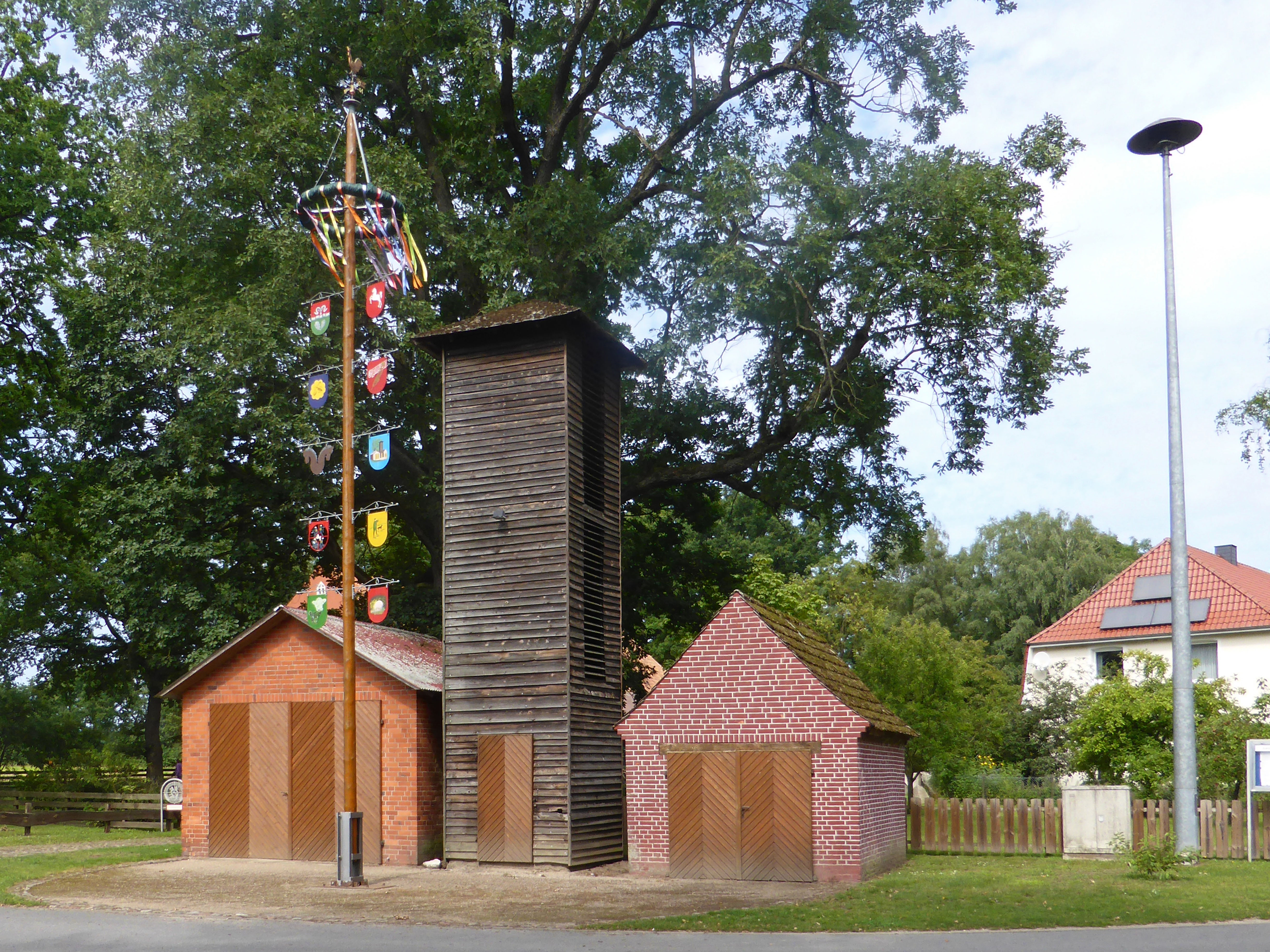
Maibaum mit ehemaligen Feuerwehrgebäuden und Sirene

Lingwedel verfügt über einen Maibaum und einen Spielplatz.
Die Freiwilligen Feuerwehr Lingwedel wurde 1957 gegründet, sie besteht zusammen mit den Nachbardörfern Dedelstorf und Langwedel. Das Feuerwehrhaus wurde in den 1990er Jahren von Lingwedel nach Langwedel verlegt, wo neben dem Sportplatz ein Neubau errichtet wurde.
Die Gaststätte Böttcher wurde geschlossen, Einkaufsmöglichkeiten des täglichen Bedarfs sowie Gastronomie sind in Lingwedel nicht vorhanden. Lingwedel wird jedoch vom Verkaufswagen einer Bäckerei bedient. Die Poststelle und die Schule für Lingwedel befanden sich in Langwedel, beide Einrichtungen wurden geschlossen. Von Lingwedel wurde ein bis zur Schule in Langwedel führender schmaler Fußweg angelegt, der heute gern von Hundeführern und Radfahrern genutzt wird.
Evangelisch-lutherische Einwohner gehören zur Kirchengemeinde Hankensbüttel mit der St.-Pankratius-Kirche in Hankensbüttel, Katholiken zur Pfarrei Maria Königin in Wittingen mit der nähergelegenen Filialkirche Mariä Himmelfahrt in Wesendorf.
Die Verstorbenen aus Lingwedel werden auf dem Friedhof in Langwedel bestattet, auf dem sich auch das gemeinsame Kriegerdenkmal für die Gefallenen beider Ortschaften befindet.